# Goéland de la Véga
Larus vegae
Espèce
Le Goéland de la Véga (Larus vegae) est une espèce d'oiseau de la famille des Laridae, qui faisait autrefois partie du complexe d'espèces du Goéland argenté.

## Nomenclature
Le nom de cette espèce provient de la Vega, premier navire à avoir franchi le passage du Nord-Est avec l'explorateur Adolf Erik Nordenskiöld (voir référence bibliographique ci-dessous).

## Distribution

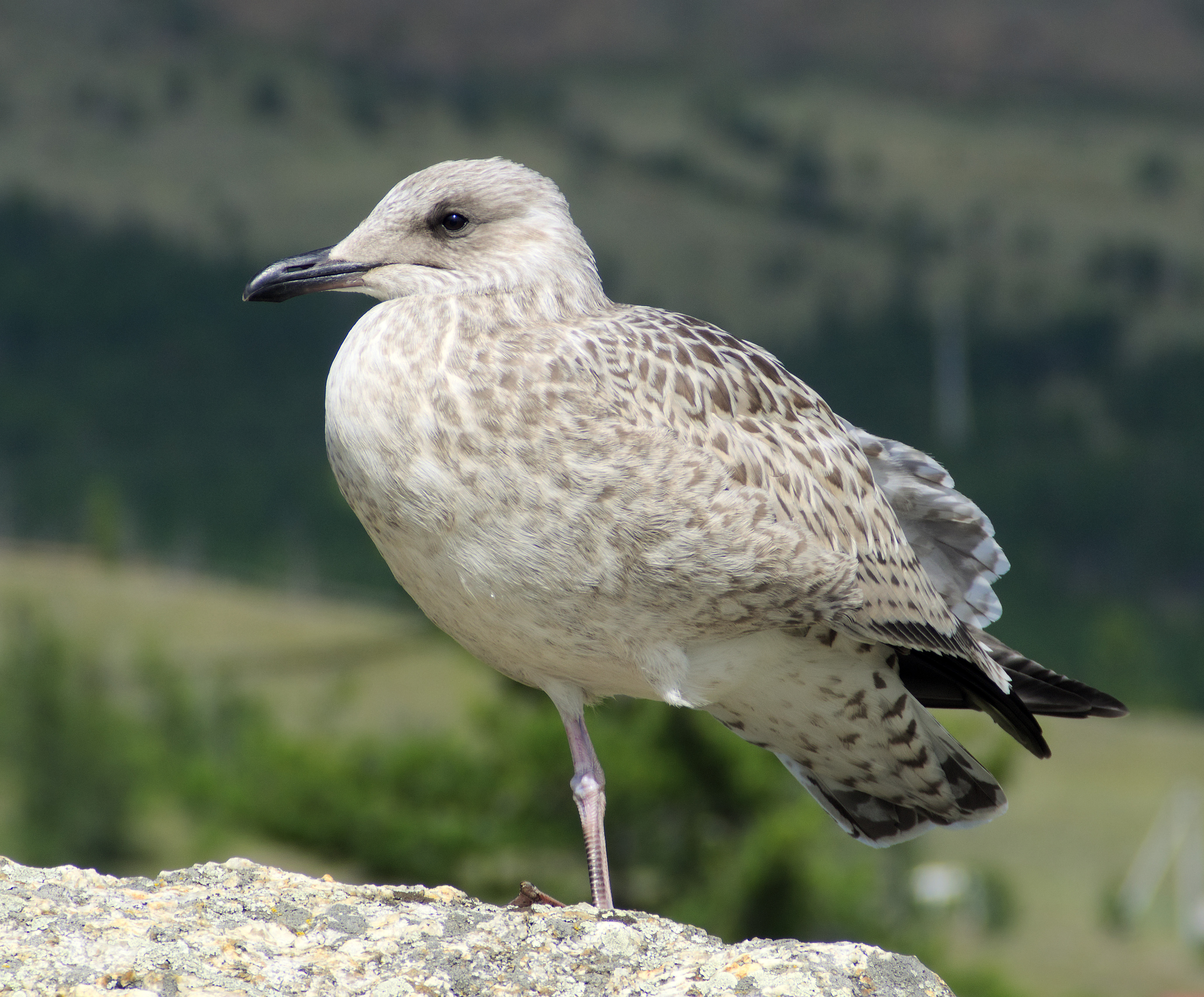
Larus vegae mongolicus

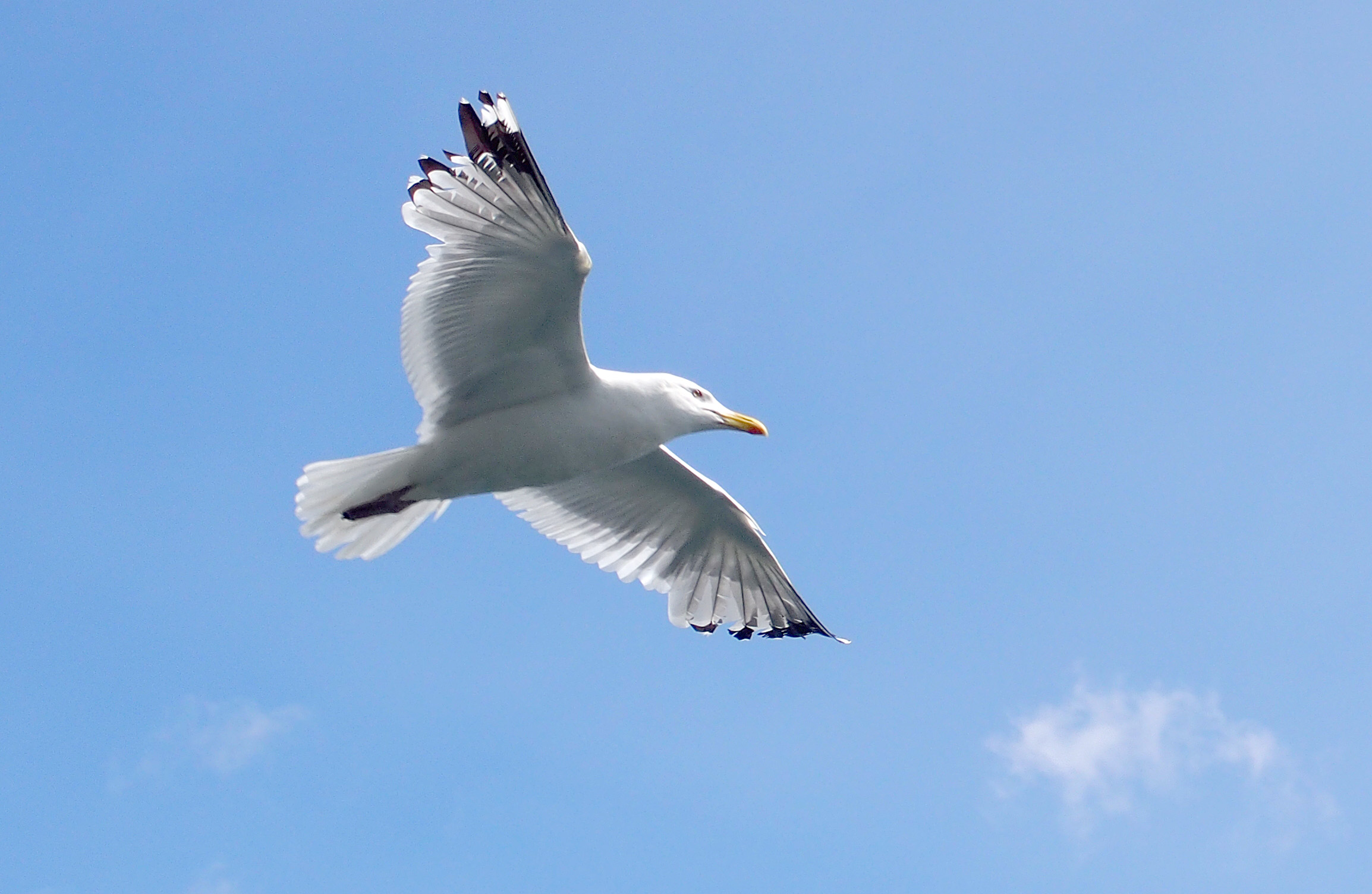

Cet oiseau niche en Asie du Nord.

## Sous-espèces
D'après la classification de référence (version 14.1, 2024) de l'Union internationale des ornithologues, le Goéland de la Véga possède 2 sous-espèces (ordre philogénique) :
- Larus vegae vegae Palmén, 1887 ;
- Larus vegae mongolicus Sushkin, 1925.